# ISO/IEC JTC 1/SC 37
ISO/IEC JTC 1/SC 37, Biometrie je normalizační subkomise Společné technické komise ISO/IEC JTC 1, ISO (Mezinárodní organizace pro normalizaci) a IEC (Mezinárodní elektrotechnická komise). Cílem SC 37 je zaměření na normalizaci zájmů JTC 1 v oblasti Biometrie.
. 

## Příklady norem publikovaných SC 37 a zavedených do soustavy ČSN
- ČSN ISO/IEC 2382-37, Informační technologie ‒ Slovník ‒ Biometrika;
- ČSN EN 17054, Vícejazyčný biometrický slovník vycházející z anglické verze     ISO/IEC 2382-37:2012;
- ČSN ISO/IEC 7816-11, Identifikační karty – Karty s integrovanými obvody ‒ Část 11: Ověřování osob     biometrickými metodami;
- ČSN ISO/IEC 19792, Informační technologie ‒ Bezpečnostní techniky ‒ Hodnocení bezpečnosti biometriky;
- ČSN ISO/IEC 19989, Bezpečnost informací ‒ Kritéria a metodika pro hodnocení bezpečnosti     biometrických systémů;
- ČSN ISO/IEC 19794, Informační technologie ‒ Formáty výměny biometrických dat (Information     technology ‒     Biometric     data interchange formats) ‒
  - Část      1: Struktura
  - Část      2: Data      markantů prstu
  - Část      3: Spektrální      data vzoru prstu (Finger pattern spectral data)
  - Část      4: Data      obrazu prstu (Finger image data)
  - Část      5: Data      obrazu obličeje (Face image data)
  - Část      6: Data      obrazu duhovky (Iris image data)
  - Část      7: Data      časových řad podpisu/značky (Signature/sign time series data)
  - Část      8: Kosterní      data vzoru prstu (Finger pattern skeletal data)
  - Část      9: Data      vaskulárního obrazu (Vascular image data)
  - Část      10: Data      geometrického obrysu ruky (Hand geometry silhouette data)
  - Část      11: Zpracovaná      dynamická data podpisu/značky (Signature/sign processed dynamic data)
  - Část      13: Hlasová      data (Voice data)
  - Část      14: Data DNA (DNA data)

- ČSN ISO/IEC 30107-1: 2025, Informační technologie - Detekce biometrického prezentačního útoku –
  - Část 1: Rámec (Framework)
  - Část 2: Datové formáty (Data formats)
  - Část 3: Testování a podávání zpráv (Testing and reporting)
  - Část 4: Profil pro testování v mobilních zařízeních (Profile for testing of mobile devices)
- ČSN ISO/IEC 30137-1: 2020, Informační technologie - Využití biometriky v dohledových kamerových systémech –
  - Část 1: Návrh a specifikace systému (Systém design and specificcation)
  - Část 4: Základní pravda a postup anotace videa (Ground truth and video annotation procedure)

Aktuální seznam norem publikovaných SC 37 lze nalézt na webu 

## Pracovní skupiny (WG) a vydané/připravované normy
- WG 1     Harmonizovaný slovník biometrie

ČSN ISO/IEC 2382-37, Informační technologie – Slovník - Část 37: Biometrika
- WG 2     Biometrická technická rozhraní

ISO/IEC 19784-1, Information technology – Bometric application programming interface – Part 1: BioAPI Specification
- WG 3     Formáty výměny biometrických dat

ČSN ISO/IEC 19794, Informační technologie – Formáty výměny biometrických dat – Část 1 až 15
- WG 4     Technické implementace biometrických systémů

ČSN ISO/IEC 30107-1: 2025, Informační technologie – Detekce biometrického prezentačního útoku – Část 1 až 4
- WG 5     Biometrické testování a hlášení

ČSN ISO/IEC 19795, Informační technologie – Testování biometrické výkonnosti a podávání zpráv – Část 1: Principy a rámec Information technology – Biometric performance testing and reporting – Část 1 až 7
- WG 6     Právní a společenské aspekty biometrie

ISO/IEC AWI 24714, Biometrics — Cross-jurisdictional and societal aspects of biometrics — General guidance
Aktuální seznam pracovních skupin SC 37 lze nalézt na webu.

## Příklady sledovaných biometrických dat
- Data časových řad podpisu/značky
- Data DNA
- Data geometrického obrysu ruky
- Data markantů prstů
- Data obrazu dlaňových rýh
- Data obrazu duhovky
- Data obrazu obličeje
- Data obrazu prstu
- Data vaskulárního obrazu
- Hlasová data
- Kosterní data vzoru prstu
- Spektrální data vzoru prstu
- Zpracovaná dynamická data podpisu/značky

## Ilustrace k biometrické identifikaci

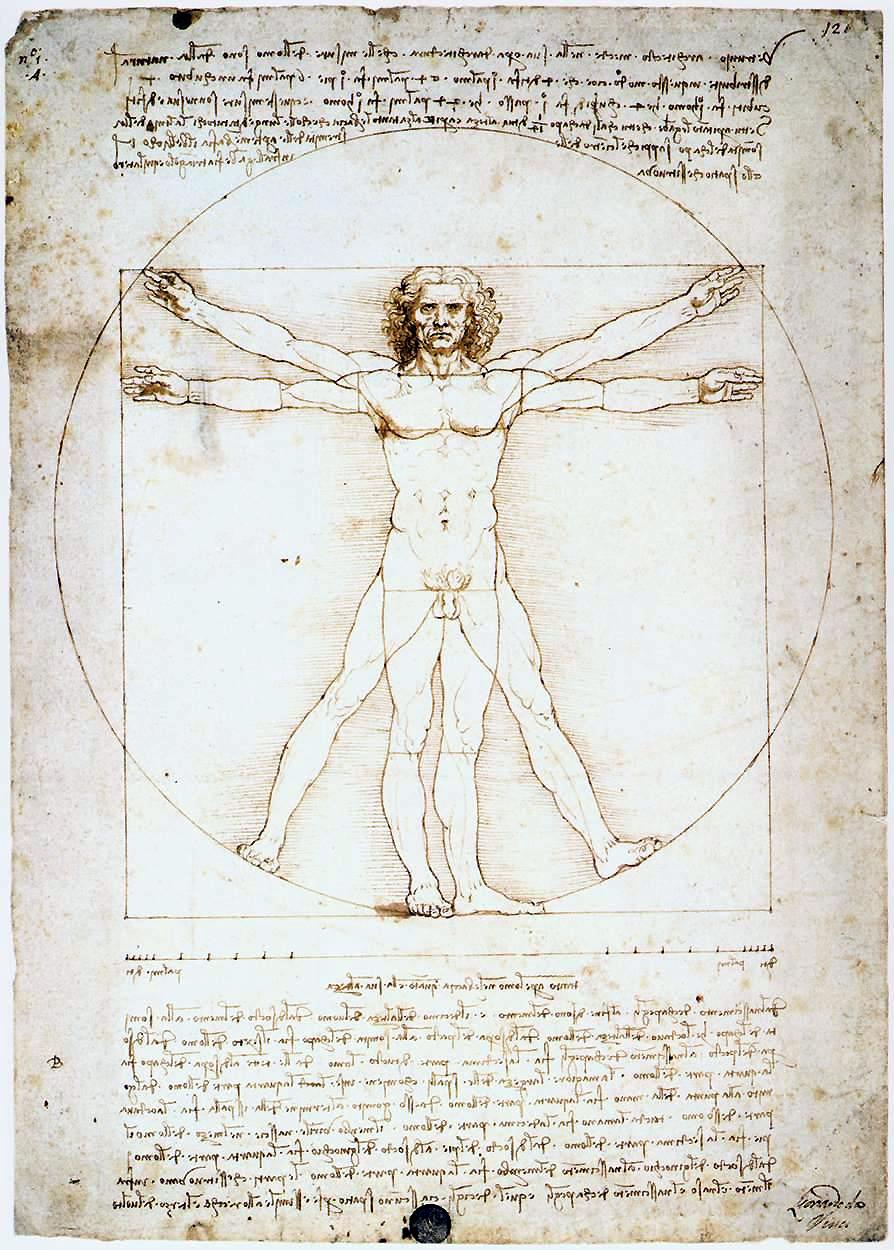
Biometrické náčrty Leonarda da Vinciho
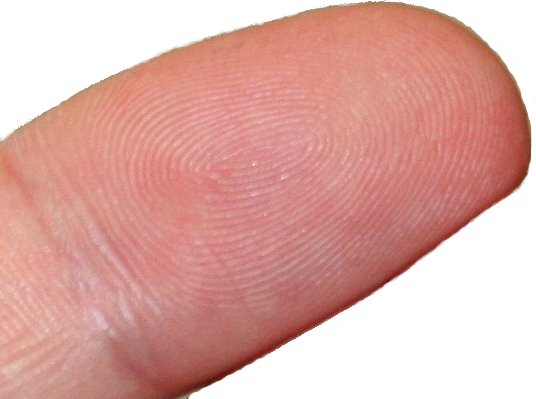
Bříško prstu s papilárními liniemi
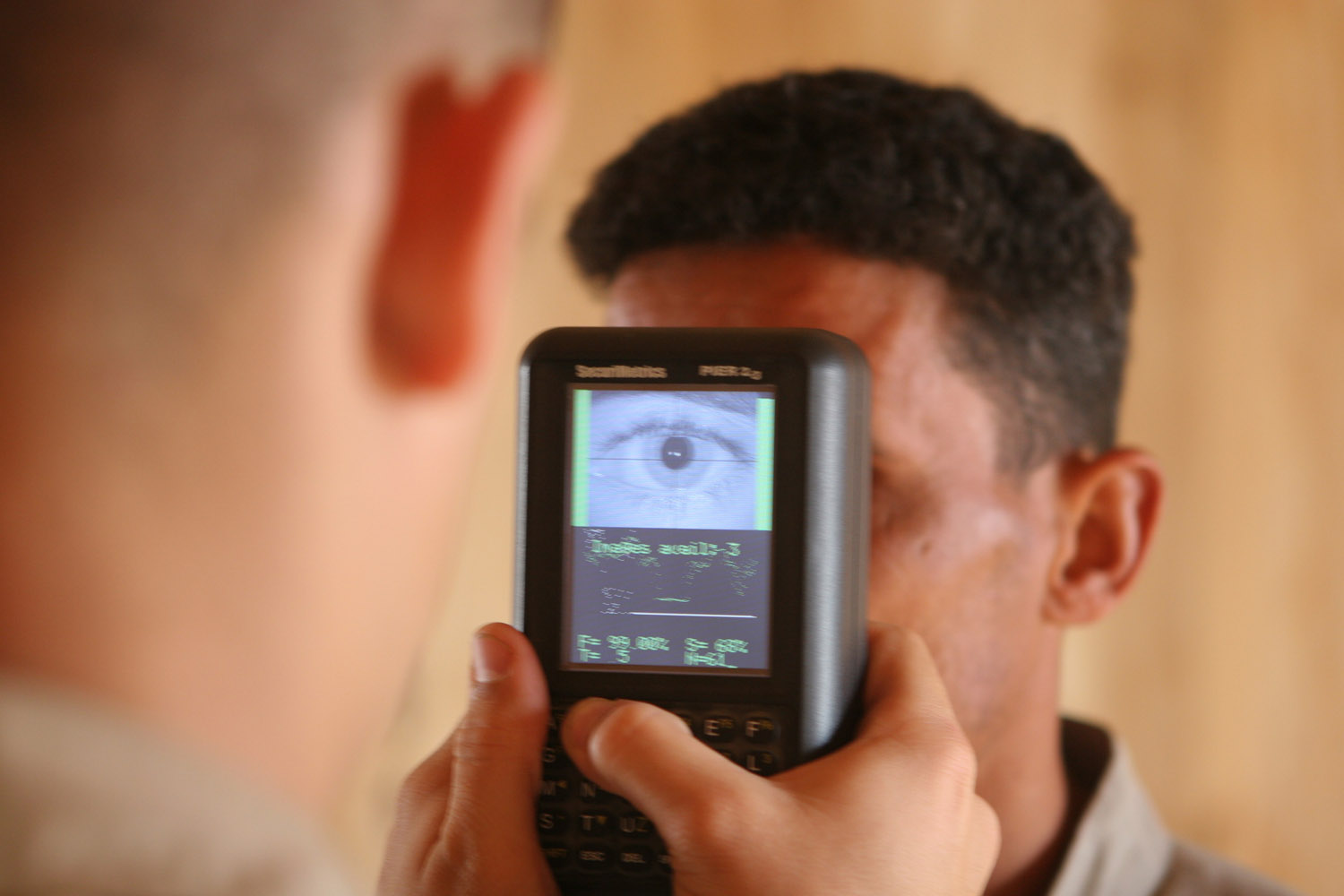
Záznam oční duhovky
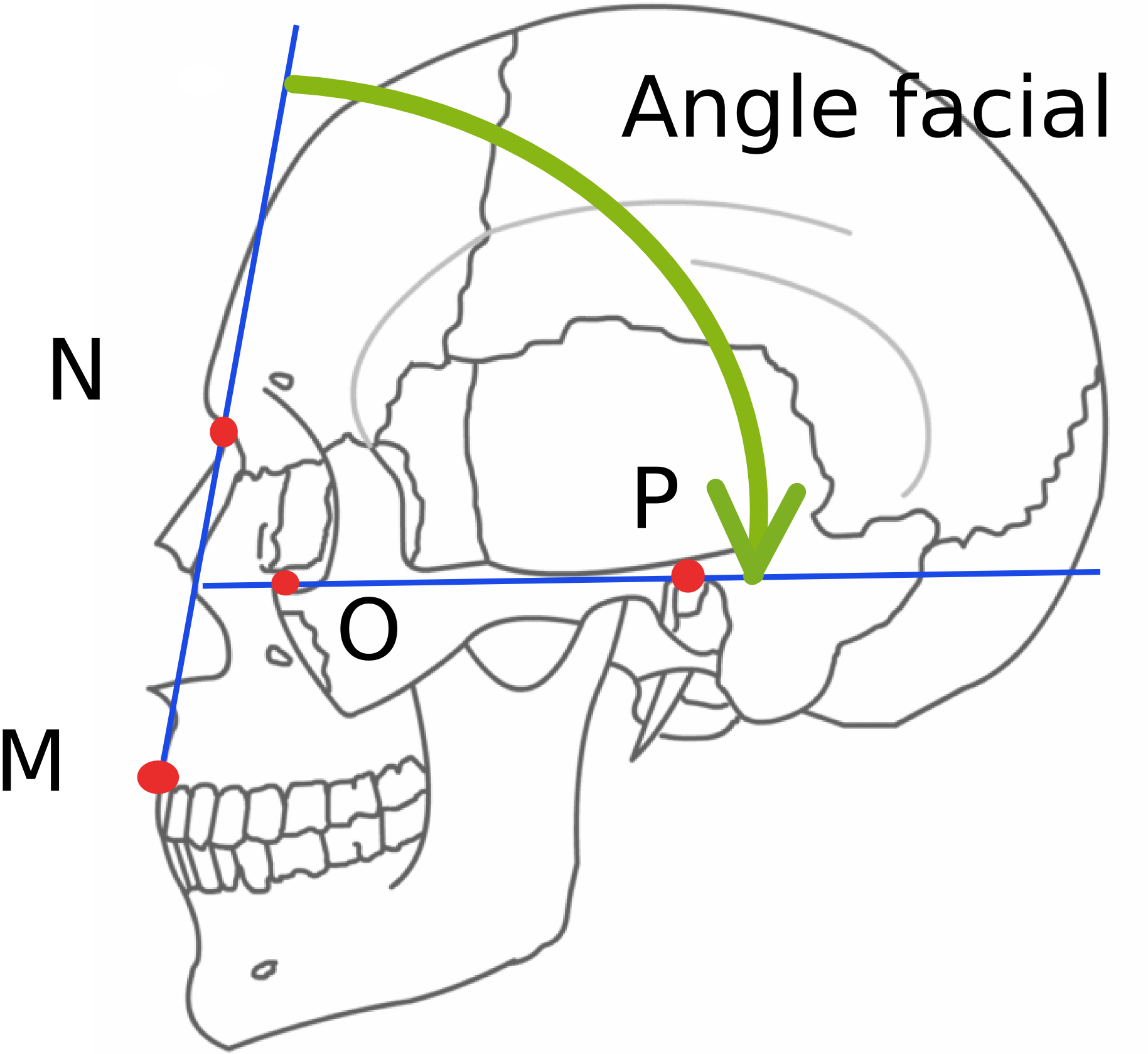
Snímek lebky
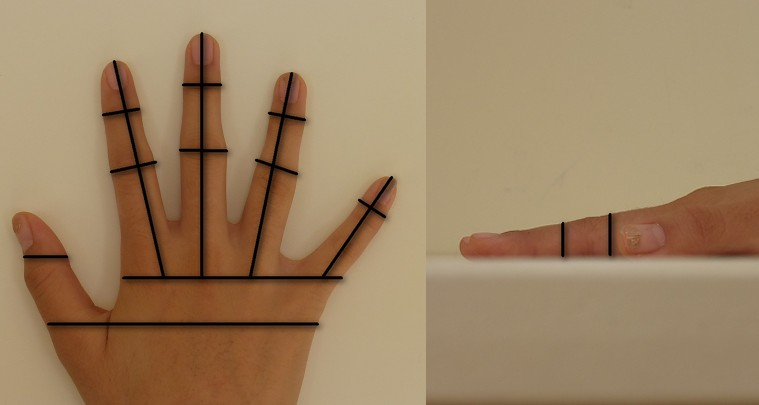
Geometrie ruky
Zjednodušené schéma biometrického systému zahrnuje (1) sejmutí obrazu, předzpracování, registraci a uložení do databáze, (2) sejmutí ověřovaného obrazu a porovnání s databází
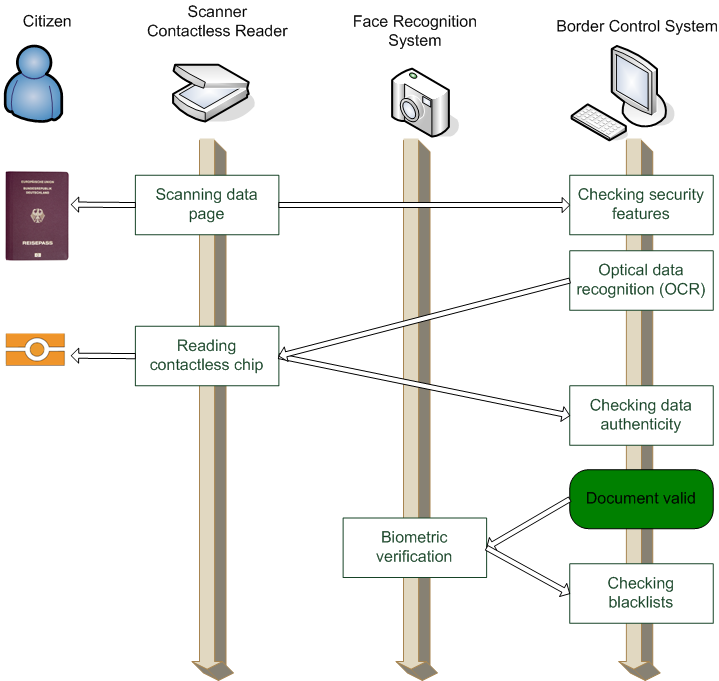
Blokové schema biometrické kontroly na letištích